# Мельник, Владимир Юрьевич
Влади́мир Ю́рьевич Ме́льник (род. 21 июля 1980 года) — российский волейболист, доигровщик.

## Карьера
Начал волейболом заниматься в десятом классе в Харькове. По окончании школы поступил на юридический факультет Харьковского Национального университета внутренних дел.
Но на втором курсе перевелся в Белгород (Белгородский юридический институт МВД России) и начал выступать в третьей команде «Локомотива-Белогорья». С 1998 года играл в главной команде. Несколько раз становился чемпионом страны.
По окончании академии получил звание лейтенант и был призван в ЦСКА. Но из ЦСКА был переведён в одинцовскую «Искру».

## Выступления за сборную
В составе российской сборной становился серебряным призёром чемпионата Европы 2005 года и Евролиги 2005 года.
Участвовал в играх межконтинентального раунда Мировой лиги 2009 года. Но так как не выступал в финальном раунде, не был удостоен бронзовой награды, завоёванной российской сборной.

## Достижения

### Со сборной
- Серебряный призёр чемпионата Европы — 2005
- Победитель Евролиги — 2005

### С клубами
- Финалист клубного чемпионата мира — 2016
- Победитель лиги европейских чемпионов — 2003
- Финалист лиги европейских чемпионов — 2004
- Финалист Кубка Европейской конфедерации волейбола — 2002, 2006
- Бронзовый призёр Кубка Top Teams — 2006/07
- Обладатель Суперкубка России — 2016
- Чемпион России — 2000, 2002, 2003
- Серебряный призёр чемпионата России — 1999
- Бронзовый призёр чемпионата России — 2006, 2007
- Обладатель Кубка России — 1998
- Финалист Кубка России — 2005
- Бронзовый призёр Кубка России — 2004, 2006